# Morera. Museu d'Art Modern i Contemporani de Lleida
El Museu d'Art Modern i Contemporani de Lleida, conegut popularment com el Morera i històricament com Museu d’Art Jaume Morera, és un museu creat per la Diputació de Lleida i per la Paeria de Lleida amb la col·laboració del pintor Jaume Morera i Galícia. És el museu d'art modern i contemporani de la ciutat de Lleida. Actualment és de titularitat municipal i rep el suport econòmic de la Diputació de Lleida i el Departament de Cultura de la Generalitat de Catalunya. La seva entrada general costa 5€ amb preus reduïts per alguns col·lectius menors.

## Història
Amb els precedents assentats per l'esdeveniment cultural i artístic que significà l'exposició d'art de 1912 celebrada a la Paeria de Lleida, en el marc de les Festes de Maig, en la qual participaren una àmplia representació dels artistes lleidatans (tant els consagrats que vivien lluny de la ciutat com els artistes locals que maldaven per mostrar la seva obra públicament), la voluntat i el desig ciutadà de disposar a la ciutat d'un espai permanent per a la contemplació i el gaudir de les creacions artístiques trobaria resposta dos anys després amb els acords per a la creació l'any 1914 del Museu d'Art de Lleida. Diputació i Ajuntament impulsaren el nou museu amb el ferm propòsit que aquest esdevingués “una institució popular que influís notablement en la conducta del nostre poble". El museu es va inaugurar tres anys més tard, el 1917, a l'antic Mercat de Sant Lluís, on avui s'aixeca l'Estació d'Autobusos, lloc que ocuparia fins al 1934.
Les seves col·leccions foren conformades inicialment per fons provinents de la mateixa Diputació i per algunes obres en dipòsit del Museu d'Art Modern de Madrid. Aquestes tasques inicials de conformació del fons artístic del nou museu es van veure decididament impulsades per la intervenció i l'interès del pintor Jaume Morera i Galícia, el qual no només cedí la seva pròpia col·lecció d'art, sinó que intervingué en quantes gestions institucionals i polítiques foren necessàries per al naixement del Museu. Des de la seva inauguració el seu fons es va anar ampliant amb col·leccions dels artistes lleidatans més rellevants d'aquell moment, com Ramon Mestre Vidal (1919), Xavier Gosé (1920), Baldomer Gili i Roig (1927) o Antoni Samarra (1929), a més de la incorporació d'una excepcional col·lecció d'obres de Carlos de Haes (1924), donació de Jaume Morera. En senyal d'agraïment a l'artista i mecenes, es va canviar el nom del museu aquell any pel de Museu d'Art Jaume Morera.
Dirigit successivament per Joaquim Xaudaró (1917-1920), Miquel Fontanals (1920-1929) i Salvador Roca Lletjós (1930-1939), el Museu, en les dues seus que ocupà en aquest període, el Mercat de Sant Lluís i l'Antic Hospital de Santa Maria des del 1934, ràpidament desenvolupà una decidida acció cultural, amb la col·laboració d'altres entitats cíviques, com ara l'Ateneu de Lleida, per a la difusió de les arts i els artistes lleidatans.
Durant la Guerra Civil Espanyola el Museu passà a anomenar-se "El Museu del Poble", essent el lloc en el qual es concentraven totes les expropiacions i confiscacions d'obra artística que feien les autoritats republicanes com a mesura de protecció del patrimoni. El 1938, davant la proximitat de les tropes franquistes, els seus fons foren finalment traslladats a l'ermita de Butsènit. Un cop ocupada la ciutat tot el patrimoni dipositat al Museu fou enviat a Saragossa, fins que a partir de l'any 1940 començaria a efectuar-se el seu retorn progressiu a la ciutat de Lleida. Des d'aleshores el Museu va entrar en una fase d'inactivitat que va durar gairebé 40 anys i les seves col·leccions es van distribuir i emmagatzemar entre diversos edificis de la ciutat. El Museu només tornà a obrir les portes entre els anys 1959-1969 a l'Antic Hospital de Santa Maria, seu de l'Institut d'Estudis Ilerdencs. Posteriorment, les seves col·leccions foren traslladades a l'Antic Convent del Roser que esdevindria la seva seu provisional des de 1975, data en què Víctor Pérez i Pallarés fou nomenat director del Museu.
Durant els anys 80 s'assentaren les bases d'un procés de redreçament de la institució, tot renovant el seu Patronat i la direcció, amb la incorporació d'Esperança Porta com a nova directora, i es va tornar de mica en mica a realitzar una certa activitat museística, tot reivindicant les figures de l'art lleidatà contemporani, fonamentalment a través del Premi Medalla Morera. Durant aquests anys el Museu també acollí els Cicles d'Art Contemporani (1984-1987), programats per l'Escola Municipal de Belles Arts, que varen merèixer el guardó de l'Associació Catalana de Crítics d'Art el 1985.
El novembre de 1990 arran de la Llei de Museus, la titularitat de la part de la Diputació fou transferida a l'Ajuntament, i el 1993 el museu passà a ser exclusivament de titularitat municipal, gestionat inicialment per un organisme autònom, i dirigit per Jesús Navarro Guitart. Posteriorment, des de 2004 fins al 2011, el Museu va ser gestionat per l'Institut Municipal d'Acció Cultural. En l'actualitat depèn de la Regidoria de Promoció Cultural, Museus, Festes i Cultura Popular.
El 1995 el Museu passà a gestionar la recent creada Sala Leandre Cristòfol, que es convertiria finalment en la seva sala d'exposicions temporals quan aquest fou traslladat provisionalment el 2007 a l'edifici del Casino Principal de Lleida, al carrer major, i les seves col·leccions emmagatzemades als baixos de la casa sacerdotal del Bisbat de Lleida, mentre restava a l'espera de la futura construcció de la seva nova seu permanent, prevista pel Pla de Museus de la Paeria de Lleida de 1996, on es proposava la creació del futur Museu d'Art Contemporani de Lleida, sobre la base de les seves col·leccions i a partir de la reorientació de la seva activitat.
Durant aquests anys l'activitat del Museu ha anat creixent amb l'objectiu prioritari de convertir el Museu d'Art Jaume Morera en un museu viu dedicat a l'art del segle XX a Lleida, amb una gran activitat expositiva (mostres dedicades a tots els components de l'avantguarda lleidatana dels anys trenta, Leandre Cristòfol, Antoni G. Lamolla, Manuel Viola i Enric Crous, als de la segona avantguarda, Lluís Trepat, Ernest Ibàñez, Víctor P. Pallarès, Albert Vives, Àngel Jové, Ton Sirera, o noms propis de l'art a Lleida com Rosa Siré, Benet Rossell, Antoni Abad, Albert Bayona, Perico Pastor, Joaquim Ureña o Josep Guinovart. En aquests anys també s'han cobert molts buits dels creadors lleidatans en la col·lecció del Museu, de manera que aquesta s'ha incrementat notablement, tant en un sentit quantitatiu com qualitatiu, passant de les 948 peces que disposava l'any 1994 a les més 4.120 actuals. Cal destacar també la producció editorial del Museu, amb publicacions monogràfiques dedicades als principals artistes de l'art modern i contemporani a Lleida realitzades per destacats especialistes del món de la crítica i de la història de l'art. Durant el 2010 el museu es va incorporar a diverses xarxes socials i el 2012 va començar a proporcionar accés on-line a través del seu web a les col·leccions.
L'any 2010, l'Ajuntament de Lleida anunciava l'ajornament sine die del projecte per construir la nova seu del Museu al costat de La Panera a conseqüència de la manca de finançament, després d'anys de negociació amb la Generalitat de Catalunya i l'Estat espanyol. Es posava així fi als treballs preparatoris iniciats el 2005 i a la redacció successiva de dos projectes arquitectònics, de pressupost a la baixa, per poder acomplir allò que disposava el Pla de Museus de Lleida. Aquest fet va provocar la constitució d'una plataforma ciutadana “Compromís pel Museu d'Art Jaume Morera” que demanà a l'Ajuntament una audiència publica en la qual tractar-se una solució definitiva pel Museu. L'Ajuntament de Lleida acabà per convocar el 25 de setembre de 2012 aquesta audiència pública en la qual es va tractar i debatre la recerca d'una solució definitiva per al Museu. Després de diverses reunions de la comissió de seguiment d'aquesta audiència pública, en la sessió celebrada el 17 de setembre de 2013 l'equip de govern de l'Ajuntament de Lleida va proposar que la nova seu del museu s'ubiqués a l'edifici de l'antiga Audiència Provincial de Lleida, proposta que es va aprovar al ple de la Paeria per majoria el 28 d'octubre de 2016. Paral·lelament es va elaborar un Projecte de rehabilitació i adequació de l'edifici de l'antiga Audiència Provincial com a nova seu del Museu d'Art de Lleida, per part d'un equip tècnic compost pel director del Museu, Jesús Navarro, l'arquitecte municipal Jaume Terés i l'empresa guanyadora del concurs d'assessorament museogràfic Croquis, que va ser aprovat al maig de 2016.
Amb posterioritat a aquests acords, la Generalitat de Catalunya i l'Ajuntament de Lleida van signar un protocol, ratificat posteriorment en un conveni, per al finançament del projecte per part del govern català, donant suport a aquesta iniciativa i fent costat a la necessitat d'impulsar el Museu com un dels equipaments clau del desenvolupament territorial museístic català. Aquest finançament públic s'ha vist reforçat per la concessió d'un fons estructural europeu (FEDER), per una subvenció de Diputació de Lleida i una altra del Ministeri de Cultura que, conjuntament amb els fons propis aportats per l'Ajuntament de Lleida, garanteixen l'execució del projecte amb la participació de totes les administracions públiques.
El 15 de juny de 2024, es va inaugurar la nova seu del museu a la Rambla de Ferran de Lleida, ocupant l'antiga seu de l’Audiència Provincial, finalitzant així la peregrinació del Morera per diversos espais de la ciutat com el Mercat de Sant Lluís, l'antic Hospital de Santa Maria, el convent del Roser o l'edifici del Casino Principal.

## Edificis

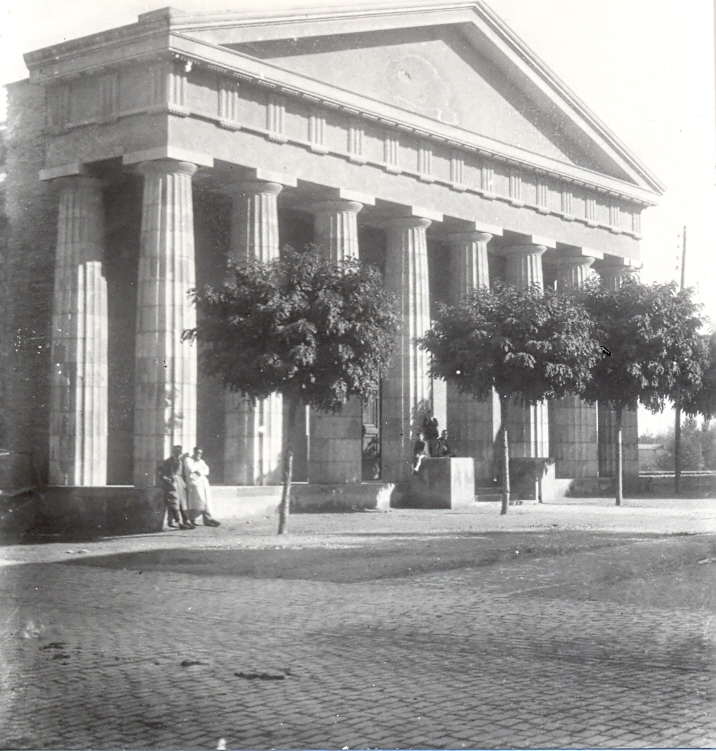
Museu d'Art de Lleida 1917

El Museu ha tingut diverses ubicacions al llarg de la seva història. S'inaugurà el 1917 a les instal·lacions de l'antic Mercat de Sant Lluís, seu en la qual destacava la façana realitzada a imitació d'un temple grec. La manca de condicions d'aquest edifici forçà el seu trasllat l'any 1934 a l'antic Hospital de Santa Maria, fins al seu tancament l'any 1938 a conseqüència de la Guerra Civil amb el trasllat dels seus fons a Saragossa. Al llarg de la postguerra i retornats els seus fons, aquests foren distribuïts i emmagatzemats entre diferents edificis públics de la ciutat. Durant el període 1959-1969 tornà a obrir les portes altre cop en la segona planta de l'antic Hospital de Santa Maria, aleshores ja seu de l'Institut d'Estudis Ilerdencs. El 1975 fou ubicat en la segona planta de l'antic Convent del Roser i des de 2007 es va establir al seu actual emplaçament temporal, el Casino Principal de Lleida, a l'espera de la construcció de la seva nova seu.
Durant l'any 2012 se celebrà una audiència pública sobre el Museu Morera, en la qual diverses entitats i particulars interpel·laren la Paeria sobre la construcció de la seu permanent del museu. El setembre d'aquell mateix any es va constituir una comissió de seguiment del projecte de la seu permanent d'aquest equipament, i el 17 de setembre de 2013, des de la Paeria es proposà d'establir la seu definitiva i permanent del museu a l'edifici de l'antiga audiència de la ciutat. El projecte arquitectònic de rehabilitació i adequació d'aquest edifici com a nova seu del Museu és obra de l'arquitecte municipal Jaume Terés.
Les obres pel trasllat a la nova seu començaren el setembre de 2018, i es preveié obrir a finals de 2023, però finalment la data d'obertura fou en 13 d'abril de 2024. L'exposició inaugural "Arrel i Horitzons. Més d'un segle d'art" ocupa la totalitat de les sales expositives del Museu i traça un relat sobre els principals canvis artístics i culturals del país a través de la seva col·lecció. El Museu es va inaugurar oficialment el 15 de juny de 2024. Entre aquestes dues dates el Museu ha estat rebut amb un gran exit de public.

### Imatges dels edificis que han acollit el museu
- Museu d'Art de Lleida
- Vista panoràmica de la situació del Museu d'Art de Lleida
- Vista interior del Museu d'Art de Lleida
- Vista interior del museu a l'antic Hospital de Santa Maria
- Vista interior del museu al Convent del Roser
- Casino Principal

## Missió
El Museu d'Art Jaume Morera és un servei museístic de caràcter públic la missió del qual és reunir una col·lecció d'art modern i contemporani on es contextualitzin les obres dels diferents artistes lleidatans; conservar-la; estudiar-la; interpretar-la i exhibir-la amb l'objectiu d'explicar la història de les manifestacions artístiques contemporànies i fomentar, a través del desplegament de tot un seguit de serveis culturals, la comprensió i l'apreciació crítica dels seus visitants en la contemplació i el gaudi de l'art contemporani.
Aquesta missió es concreta en una tasca de preservació i conservació de les seves col·leccions, que abasten tot l'art del segle XX i es projecten cap al segle xxi, però sobretot es materialitza a partir del programa d'exposicions temporals del Museu i d'un programa educatiu, adreçat a diferents sectors de públic.
El Museu té subscrits acords de col·laboració institucional amb altres entitats i és membre institucional de l'ICOM, així com de la Xarxa de Museus de les terres de Lleida i Aran i de la Xarxa de Museus d'Art de Catalunya.

## Col·lecció
La col·lecció del museu se centra sobretot en art modern i contemporani, sobretot del segle XX i del segle xxi, amb l'objectiu de contextualitzar les obres d'artistes lleidatans, intentant donar una imatge del que va ser el segle XX a nivell artístic a les terres de Lleida.
Disposa d'obres de diferents branques de les arts, com pintura, escultura, arquitectura, dibuix, arts de l'estampació, disseny gràfic, fotografia, vídeo o fins i tot còmic.

### El canvi delseglexixal XX
Pel que fa als pintors clàssics del canvi del segle xix al XX, el museu disposa d'obres rellevants d'artistes com Jaume Morera, Carles Llobet Busquets, Baldomer Gili i Roig, Xavier Gosé, Miquel Viladrich, Antoni Samarra, entre d'altres. Aquesta part de la col·lecció es complementa perfectament amb obra de paisatgistes forans: l'introductor del paisatge realista a Espanya Carlos de Haes i els seus deixebles i alhora companys de Jaume Morera, com Aureliano de Beruete o Agustín Lhardy. També són presents obres d'altres artistes contemporanis de Morera i conreadors de diferents gèneres pictòrics, com Marià Fortuny, Francisco Pradilla, Gonzalo Bilbao, Cecilio Pla o els catalans Santiago Rusiñol o Joaquim Mir.

### L'avantguarda dels anys trenta
Una de les parts més destacades de la col·lecció és la que correspon a les obres dels artistes vinculats a l'avantguarda dels anys trenta del segle xx, un moment de plena sintonia amb els corrents artístics nacionals i internacionals més avançats. D'entre ells destaca la col·lecció d'obres de Leandre Cristòfol, amb més de 190 obres d'un dels escultors més rellevants del segle XX a l'estat espanyol. El museu també te obra d'altres artistes lleidatans de l'avantguarda dels anys 30, com Lamolla, Josep Viola o Enric Crous-Vidal.

### La generació de la postguerra i l'informalisme
També compta amb obra d'artistes lleidatans del període de la postguerra, com Josep Benseny, i de la irrupció de l'abstracció i l'informalisme, com Lluís Trepat, els membres del Grup Cogul, Ernest Ibañez, Albert Vives, Víctor Perez Pallarès, Albert Coma Estadella, Jaume Minguell i Àngel Jové, o Ton Sirera, pioner de la fotografia abstracta i el cinema experimental.

### Del conceptual a l'art actual
Dels anys setanta fins a l'actualitat destaquen els collages pop i la poesia visual de Josep Iglèsias del Marquet i Joan Brossa, vinculats a la programació de la Petite Galerie de l'Alliança Francesa a Lleida, juntament amb Àngel Jové o Antoni Llena, o Benet Rossell i Josep Vallribera. Ja cap als anys 80 destaca l'obra de Rosa Siré, Perico Pastor, Antoni Abad Roses o Albert Bayona.
També compta amb obres d'art contemporani espanyol d'ençà els anys noranta generada des de les diferents edicions de la Biennal Leandre Cristòfol.

## Obres destacades

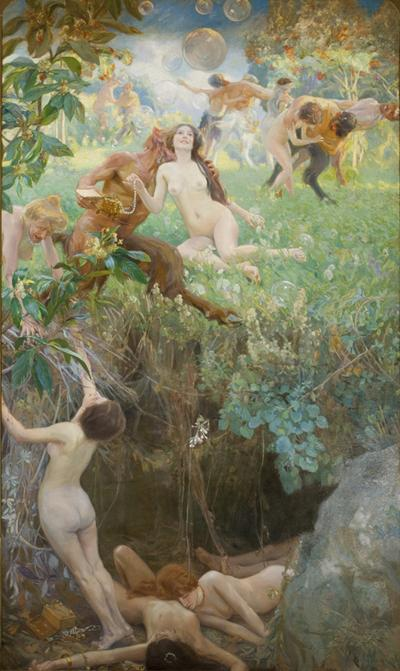
Abisme

Entre les obres del museu, destaquen:
- Doña Juana la Loca (Francisco Pradilla y Ortiz, 1877)
- Paisaje de Holanda (Carlos de Haes, c. 1884)
- Picos de la Najarra (Jaume Morera i Galícia, 1891 – 1892)
- Abisme (Baldomer Gili i Roig, 1905)
- Les hermètiques (Miquel Viladrich i Vila, 1909)
- La Ricitos (Baldomer Gili i Roig, 1912)
- Le manteau bleu (Xavier Gosé i Rovira, 1912)
- Paisatge (Antoni Samarra i Tugues, c. 1912)
- De l'aire a l'aire (Leandre Cristòfol i Peralba, 1933)
- Zapatero moro (Miquel Viladrich i Vila, 1933)
- L'espectre de les tres gràcies dins l'aura subtil (Antoni Garcia i Lamolla, 1935)
- Nit de lluna (Leandre Cristòfol i Peralba, 1935)
- Harmonia estel·lar (ralentí) (Leandre Cristòfol i Peralba, 1957)
- Òvals (Lluís Trepat i Padró, 1959 – 1960)

## Exposicions temporals
El museu disposa d'un programa molt actiu d'exposicions temporals.

## Centre de Documentació
El museu compta amb Biblioteca i Centre de Documentació, on es pot consultar, prèvia cita, l'Arxiu Privat i la Biblioteca de Leandre Cristòfol i l'arxiu privat i la col·lecció de plaques de vidre de començaments del segle XX del pintor Baldomer Gili i Roig.
La biblioteca amb uns 7.000 volums, presta una especial atenció a l'art del segle XX a Lleida, amb monografies, catàlegs, revistes, dossiers documentals, reculls de premsa i material audiovisual en diversos suports.

### Història
El dia 25 de maig de 1999, Francisco Cristòfol i la Paeria de Lleida signaven un conveni mitjançant el qual el germà de l'artista cedia a la ciutat pràcticament la totalitat de la col·lecció particular del recentment traspassat Leandre Cristòfol, mort un any abans. La família Cristòfol, a través del seu germà, feia explícita d'aquesta manera la seva voluntat de reunir en un sol indret el màxim nombre d'obres de l'escultor, i per tant, de potenciar les col·leccions artístiques del Museu d'Art Jaume Morera com el fons privilegiat per conèixer en profunditat la vida i l'obra d'un dels creadors més reconeguts de l'art del segle XX a Catalunya. La donació incloïa també la biblioteca privada de l'artista, així com un fons documental, format per fotografies, correspondència, i altres materials, que poden consultar-se al Museu, prèvia concertació de cita.
Durant l'any 2010 es va incorporar, donats per Ricard Gili i Santiago Giró, una col·lecció de vint-i-nou pintures (algunes de les quals són els originals de diversos cartells), cinc dibuixos i un cartell de Baldomer Gili i Roig (1873-1926), un dels artistes lleidatans més destacats del canvi de segle xix al XX. Aquesta donació incorporava també un conjunt de 1137 plaques de vidre fotogràfiques que esdevenen un testimoni fonamental i exhaustiu de la faceta creativa com a fotògraf de l'artista, a més de tot un seguit de material documental que configura el seu arxiu privat.

## Visitants
Taula amb historial de visitants del museu
| 2007   | 2008   | 2009  | 2010  | 2011   | 2012  | 2013 |
| 13.800 | 12.300 | 8.216 | 8.133 | 10.700 | 7.715 |      |

## Directors
- Joaquim Xauradó (1917-1920)
- Miquel Fontanals (1924-1929)
- Salvador Roca Lletjós (1930-1938)
- Víctor Pérez i Pallarés (1975-1983)
- Esperança Porta Vicente (1986- 31 desembre 1993)[39]
- Jesús Navarro Guitart (16 de juliol de 1994 - actualitat)[39]